# Außenhandelsinstrument
Außenhandelsinstrumente sind im Außenhandel und in der Außenwirtschaft die Gesamtheit aller staatlichen regulatorischen Maßnahmen im Rahmen der Außenhandelspolitik, die darauf abzielen, den Export und/oder Import zu verbessern oder zu behindern. Außenhandelsinstrumente werden auch dazu eingesetzt, ökonomische, soziale oder Umweltziele zu erreichen. Ziel eines jeden Außenhandelsinstruments ist es, entweder den Außenhandel auszuweiten oder ihn zu verringern.

## Allgemeines
Außenhandelsinstrumente dienen vorrangig dem Schutz der heimischen Wirtschaft durch restriktive Importpolitik und umgekehrt der Förderung der Binnenwirtschaft durch expansive Exportpolitik. Im Einsatz von restriktiven Außenhandelsinstrumenten kommt staatlicher Protektionismus zum Ausdruck, expansive fördern den Freihandel. Außenhandelsinstrumente sind regulatorische Maßnahmen, da sie direkten Einfluss auf die Aktivitäten der Importeure bzw. Exporteure ausüben. Will ein Staat von Außenhandelsinstrumenten Gebrauch machen, so nutzt er seine Gesetzgebungskompetenz für deren Umsetzung. Hauptrechtsgebiete für den Einsatz von Außenhandelsinstrumenten sind das Außenwirtschaftsrecht (Außenwirtschaftsgesetz, Außenwirtschaftsverordnung) und Teile des Steuerrechts. Außenhandelsinstrumente stellen generell keine grundlegende Abweichung vom Geist des GATT dar, weil im Zweifelsfall das Schutzmotiv Vorrang vor dem Ordnungsprinzip des Freihandels genießt. Restriktive Außenhandelsinstrumente sind jedoch als Einschränkung des Freihandels geplant.

## Systematik der Außenhandelsinstrumente
Natürliche Handelshemmnisse (wie sprachliche Barrieren, Kosten und Risiken des Transports) gehören nicht zu den protektionistischen Maßnahmen. Erforderlich ist vielmehr, dass der Staat diskriminierende Aktivitäten in der Außenwirtschaft ergreift. Zu unterscheiden sind dabei tarifäre und nicht-tarifäre Handelshemmnisse. Zölle und Steuern gehören zu den tarifären, der Rest zu den nicht-tarifären Handelshemmnissen.

### Preisbeeinflussende Instrumente
Zölle – meist Importzölle – sind tarifäre Handelshemmnisse, die den Importpreis erhöhen und damit den Import erschweren oder gar unmöglich machen. Je nach Erhebungsquelle gibt es Import-, Transit- oder Exportzölle. International ist für die Zollhöhe das Abkommen GATT relevant. Ökonomisch beschneidet der Zoll also den freien Handel, führt jedoch zu staatlichen Einnahmen (Zolleinnahmen).
Bei Import- oder Exportsubventionen übernimmt der Staat Kosten, die eigentlich der heimische Importeur bzw. Exporteur zu tragen hätte, etwa in Form von Steuererleichterungen. Werden auf Importe bestimmter Warengruppen höhere Steuern erhoben als auf andere (etwa eine Luxussteuer bei Importautos), so liegt ebenfalls ein tarifäres Handelshemmnis vor. Eine Importsubvention ist eine staatliche Förderung der Einfuhr eines Gutes. Dazu gehört aus EU-Sicht auch die Übernahme von Verlusten durch die europäische Institution, die entstehen, wenn staatliche Handels- und Vorratsstellen Güter von gebietsfremden Einheiten beziehen und zu günstigeren Preisen an gebietsansässige Einheiten veräußern. Eine Importsubvention bewirkt eine Senkung des Inlandspreises gegenüber dem Weltmarktpreis, ähnlich wie bei einem Ausfuhrzoll. Exportsubventionen kommen häufiger vor (vgl. Ausfuhrerstattung). Teilweise werden sie scharf kritisiert (vgl. Agrardumping). Im Vergleich zu Zöllen sind Subventionen kostspieliger, da bei ihrer Implementierung nicht nur die Zolleinnahmen entfallen, sondern sogar Zusatzkosten (in Form der Subvention) entstehen.

### Mengenregulierungen
Importquoten und -kontingente (Außenhandelsquote) sind die direkte Begrenzung der möglichen Importmenge, etwa durch gebührenpflichtige Importlizenzen. Im Extremfall werden Einfuhrverbote verhängt. Die Devisenbewirtschaftung und der Transferstopp machen den Import von Waren von einer devisenrechtlichen Genehmigung abhängig, weil der Importeurstaat den Abfluss von knappen Währungsreserven steuern möchte. Export- oder Importgenehmigungen (Einfuhrkontingente), oder die Einschränkung oder das Verbot bestimmter Warengruppen (Waffenexport) gehören ebenfalls zu den diskriminierenden Handelshemmnissen.

### Exportförderung
Gewährt der Staat oder dessen Institutionen (Staatsbank) dem Exporteur Kredite für die Produktion der Exportgüter zu günstigen Bedingungen (Kreditzins, Kreditlaufzeit, Kreditsicherheiten), so fördert dies den Export. Auch die Exportkreditversicherung gehört hierzu, da diese die Exporte in Staaten mit erhöhten politischen und/oder wirtschaftlichen Risiken (Länderrating) ermöglicht, die ohne Versicherung nicht stattfinden würden. Die Wechselbürgschaft der Republik Österreich ist eine solche exportfördernde, nicht-tarifäre Maßnahme. Die Einräumung eines Swing mit einem devisenschwachen Staat ermöglicht diesem, Importe zu finanzieren, die im Rahmen einer – meist unverzinslichen – Kreditlinie durch eigene Exporte teilweise ausgeglichen werden, aber ein Passivsaldo (der Importüberhang) dabei übrigbleibt, der erst später wieder ausgeglichen werden muss.

### Sonstige nicht-tarifäre Handelshemmnisse
Vorschriften zur verfahrenstechnischen oder rechtlichen Behinderung der Abwicklung von Handelsgeschäften (technische Mindestnormen, Schikanen bei der Zollabfertigung, Kennzeichnungspflicht für Importe: Made in Germany war als Handelshemmnis geplant) gehören zu den nicht-tarifären Hemmnissen. Auch Gesundheitsstandards, Umweltnormen oder das Reinheitsgebot für deutsches Bier zählen zu diesem Bereich, auch wenn sie primär anderen Zielen dienen und nicht bewusst als Außenhandelsinstrument gedacht sind.
So genannte Local-Content-Klauseln sind staatliche Vorschriften, wonach zum Verkauf eines Gutes im Inland ein bestimmter wertmäßiger Anteil am Produkt im Inland hergestellt worden sein muss. Ziel einer Local-content-Klausel ist es zumeist, Know-how zur Produktion eines Gutes im Inland zu akkumulieren oder die heimische Wirtschaft am Produktionsprozess zu beteiligen.
Der Staat kauft im Rahmen der nationalen Beschaffung von ihm benötigte Güter bevorzugt von inländischen Anbietern (auch wenn es bessere oder preiswertere ausländische Produkte gibt), um die inländische Wirtschaft zu fördern. Er ermutigt möglicherweise seine Bürger und die Industrie, dasselbe zu tun (America First, Buy British). Diesem System nationaler Beschaffung tritt beispielsweise die EU durch eine Verpflichtung zu Ausschreibungen entgegen.
Im Rahmen schikanöser Maßnahmen verhindert oder behindert ein Staat den Import ausländischer Güter durch alle möglichen, bisher nicht genannten Maßnahmen; insbesondere durch lange Genehmigungsverfahren, restriktive Gesundheits- und Umweltvorschriften oder lang andauernde Kontrollen. Auch die frühere, mit Made in Germany verbundene Brandmarkung sollte Bürger vom Kauf deutscher Produkte im Ausland abhalten.
Zu den restriktiven und sogar repressiven Außenhandelsinstrumenten gehören Sanktionen, Wirtschaftssanktionen und Wirtschaftskriege. Sie treffen ganze Staaten oder Staatengemeinschaften. Ihre Wirkungen sind so weitgehend, dass sie auch (erwünschte) preis- und mengenbeeinflussende Folgen haben.

## Wirtschaftliche Aspekte
Außenhandelsinstrumente sind Teil der Außenhandelspolitik eines Staates. Sie stellen zielgerichtete Handelsbarrieren dar, von deren Implementierung die wirtschaftspolitischen und politischen Intentionen eines Staates abgeleitet werden können. WTO und GATT zielen in diesem Zusammenhang darauf ab, die den Staaten zur Verfügung stehenden Außenhandelsinstrumente zu Gunsten des Freihandels zu schwächen oder gar zu verbieten.
Die ökonomischen Auswirkungen von Außenhandelsinstrumenten sind in der Außenwirtschaftstheorie ausführlich untersucht worden. Die von restriktiven Instrumenten betroffenen Staaten müssen diese als externe Effekte einstufen, wobei durch höhere Importpreise die Inflation verstärkt wird und/oder durch Verknappung des Güterangebots auch Versorgungslücken entstehen können. Diese Effekte werden verstärkt, wenn im sanktionierten Staat Monostrukturen vorhanden sind (ein Agrarstaat wird von einem Importverbot für seine Agrarprodukte getroffen oder ein rohstoffarmer Industriestaat wird von einem Exportverbot für ausländische Rohstoffe getroffen).